# Târgșoru Nou
Târgșoru Nou – wieś w Rumunii, w okręgu Prahova, w gminie Ariceștii Rahtivani. W 2011 roku liczyła 1659 mieszkańców.